# 斯普林瓦利鎮區 (愛荷華州達拉斯縣)
斯普林瓦利鎮區（英語：Spring Valley Township）是位於美國愛荷華州達拉斯縣的一個行政鎮區。

## 地方資料
根據2010年美國人口普查的數據，斯普林瓦利鎮區的面積為92.71平方千米，當中陸地面積為91.72平方千米，而水域面積為0.99平方千米。當地共有人口8204人，而人口密度為每平方千米88.49人。